# Praça do Chile
La Praça do Chile (en español: «Plaza de Chile») es una plaza ubicada en la freguesia de Arroios, en la zona centro de Lisboa, capital de Portugal. En la plaza se encuentra la estación Arroios de la Línea Verde del Metro de Lisboa así como también circulan por el sector diferentes recorridos de Carris.

## Historia

Tranvía en la Praça do Chile en los años 1960.

Su odónimo se debe a un homenaje realizado el 4 de noviembre de 1928 a la República de Chile, la cual el Reino de Portugal fue el primer país del mundo en reconocer su independencia como estado soberano. La primera piedra de la plaza había sido colocada en abril de 1930, sin embargo recién veinte años más tarde se logró finalizar con la instalación de la estatua que la adorna.
El gobierno de Chile donó a la ciudad una réplica de la estatua a Fernando de Magallanes ubicada en la plaza de Armas de la ciudad de Punta Arenas, capital de la Región de Magallanes y la Antártica Chilena, la más austral del país, nombrada así en honor al explorador y navegante portugués. El monumento, de 15 metros de altura y que posee una base de autor desconocido realizada en Portugal y que asemeja la proa de un barco, fue inaugurado en la plaza el 17 de octubre de 1950 y reemplazó a una estatua de Neptuno elaborada por Joaquim Machado de Castro, la cual fue reubicada en el Largo de Dona Estefânia.
Producto de las obras de ampliación de la estación Arroios, la Plaza de Chile fue remodelada entre 2017 y 2021.